# Back to Black
Back to Black är det andra studioalbumet av den brittiska sångerskan Amy Winehouse, utgivet 27 oktober 2006 (i Storbritannien) på Island Records. Det var det sista albumet som utgavs under hennes livstid. Albumet har mycket inslag av 1960-talssoul och modern R&B-produktion, med subjektiva låttexter som behandlar förhållanden och reflekterar Winehouses genomgång av alkohol, sex och droger. Från albumet gav man ut en rad singlar, däribland "Rehab", "You Know I'm No Good", "Back to Black", "Tears Dry on Their Own" och "Love Is a Losing Game". Back to Black fick överlag positiv kritik och hyllades för dess klassicistiska soulinfluenser, Salaam Remi och Mark Ronsons produktion och för Winehouses låtskrivande och känslomässiga sångstil.
Vid 2008 års Grammy Awards-ceremoni vann Back to Black fem priser och satte därmed rekordet (med Lauryn Hill, Alicia Keys, Beyoncé Knowles, Norah Jones och Alison Krauss) för näst mest priser vunna av en kvinnlig artist under en och samma ceremoni. Albumet vann Best Pop Vocal Album, medan "Rehab" vann Best Female Pop Vocal Performance, Song of the Year och Record of the Year (Winehouse vann även priset för Best New Artist).

## Låtlista
| Nr           | Titel                  | Kompositör                                       | Producent    | Längd |
| ------------ | ---------------------- | ------------------------------------------------ | ------------ | ----- |
| 1.           | Rehab                  | Amy Winehouse                                    | Mark Ronson  | 3:35  |
| 2.           | You Know I'm No Good   | Winehouse                                        | Ronson       | 4:17  |
| 3.           | Me & Mr Jones          | Winehouse                                        | Salaam Remi  | 2:33  |
| 4.           | Just Friends           | Winehouse                                        | Remi         | 3:13  |
| 5.           | Back to Black          | Winehouse, Ronson                                | Ronson       | 4:01  |
| 6.           | Love Is a Losing Game  | Winehouse                                        | Ronson       | 2:35  |
| 7.           | Tears Dry on Their Own | Winehouse, Nickolas Ashford, Valerie Simpson     | Remi         | 3:06  |
| 8.           | Wake Up Alone          | Winehouse, Paul O'Duffy                          | Ronson       | 3:42  |
| 9.           | Some Unholy War        | Winehouse                                        | Remi         | 2:22  |
| 10.          | He Can Only Hold Her   | Winehouse, Richard Poindexter, Robert Poindexter | Ronson       | 2:46  |
| 11.          | Addicted               | Winehouse                                        | Ronson       | 2:46  |
| Total längd: | Total längd:           | Total längd:                                     | Total längd: | 35:00 |

"Addicted" är på den amerikanska utgåvan ersatt med en remix av "You Know I'm No Good", innehållande gästsång av Ghostface Killah.

## Medverkande
| - Amy Winehouse – sång, bakgrundssång, gitarr - John Adams – orgel, piano, Rhodes-piano - Ade – bakgrundssång - Troy Auxilly-Wilson – trummor, tamburin - Victor Axelrod – handklappningar, Wurlitzer - Harry Benson – fotografi - Mark Berrow – fiol - Dave Bishop – barytonsaxofon - Rachel Bolt – altfiol - Thomas Brenneck – gitarr - Raye Cosbert – manager - Chris Davis – altsaxofon - Shomari "Sho" Dillon – assisterande ljudtekniker - Gleyder "Gee" Disla – assisterande ljudtekniker - Liz Edwards – fiol - Richard Edwards – tenortrombon - Chris Elliott – orkesterarrangemang och dirigering - Tom Elmhirst – ljudmix - Cochemea Gastelum – barytonsaxofon - Jesse Gladstone – assisterande ljudtekniker - Phil Griffin – omslagsfoto (amerikanska utgåvan) - Isobel Griffiths – orkesterentreprenör - Binky Griptite – gitarr - Dave Guy – trumpet - Peter Hanson – fiol - John Heley – cello - Ian Hendrickson-Smith – barytonsaxofon - Vincent Henry – altsaxofon, barytonsaxofon, basklarinett, celesta, klarinett, flöjt, gitarr, piano, saxofon, tenorsaxofon - Alex Hutchinson – design - Joely Koos – cello - Sam Koppelman – slagverk - Boguslaw Kostecki – fiol - Alex Lake – fotografi | - Andy Mackintosh – altsaxofon - Mike Makowski – assisterande ljudtekniker - Vaughan Merrick – handklappningar, ljudtekniker - Perry Montague-Mason – fiol, orkesterledare - Dom Morley – ljudtekniker - Nick Movshon – elbas - Everton Nelson – fiol - Gary "G Major" Noble – ljudmix - Derek Pacuk – ljudtekniker - Matt Paul – ljudtekniker, assisterande ljudmix - Tom Piggott-Smith – fiol - Anthony Pleeth – cello - Bruce Purse – bastrumpet, flygelhorn, trumpet - Jonathan Rees – fiol - Salaam Remi – elbas, trummor, gitarr, piano, produktion, kontrabas - Mishca Richter – fotografi - Frank Ricotti – slagverk - Mark Ronson – bandarrangering, handklappningar, ljudtekniker, produktion, fingerknäppningar, tamburin - Gabriel Roth – bandarrangering, ljudtekniker - Steve Sidwell – trumpet - Mike Smith – tenorsaxofon - Franklin Socorro – ljudtekniker - Homer Steinweiss – trummor - Neal Sugarman – tenorsaxofon - Jamie Talbot – tenorsaxofon - Jon Thorne – altfiol - Chris Tombling – fiol - Helen Tunstall – harpa - Bruce White – altfiol - Katie Wilkinson – altfiol - James Wisner – assisterande ljudmix - Zalon – bakgrundssång - Warren Zielinski – fiol |